# Jodie Moore
Pour les articles homonymes, voir Moore.
Jodie Moore est une actrice de films pornographiques et stripteaseuse australienne.

## Biographie
Jodie Moore, née le 11 avril 1976 à  Woodridge, Queensland (Australie) commence sa carrière comme stripteaseuse en 1996 et pose pour des magazines à clientèle majoritairement masculine. Jodie Moore commence sa carrière d'actrice en 2001 avec le film Liquid Gold. Elle est récompensée d'un Venus Award en 2002. Elle possède également Jodie Moore's Signature Toys, sa propre marque de godemichés.
Jodie Moore se lance dans la politique.  Elle est candidate aux élections dans l'état du Queensland (Australie) en 2001, se présente au poste de Lord Maire (en) de Brisbane, et brigue un titre de sénateur en 2004.

## Récompenses
- 2005 : Venus Award de la Meilleure actrice (États-Unis)

## Séries
- Prison Break, saison 2, épisodes 6.7.8 (2006)

## Filmographie sélective
- Lust Connection (2005)
- Sapphic Liaisons (2004)
- Private Sports 3: Desert Foxxx (2003)
- Private Black Label 30: The Scottish Loveknot (2003)
- Euroglam 3 & 4 (2003)
- American Nymphette 6 (2003)
- Jody Moore Explains The Universe (2003)
- Look What's Up My Ass 1 (2003)
- Nymph Fever 6 (2002)
- Liquid Gold (2001)
- Jody Moore aka Filthy Whore (2001)
- I Dream Of Jodie TV
- The 5th Wheel TV